# Rajiv Gandhi International Cricket Stadium (Dehradun)
Das Rajiv Gandhi International Cricket Stadium ist ein Cricket-Stadion in Dehradun, Indien.

## Kapazität und Infrastruktur
Nachdem sich Uttarakhand von Uttar Pradesh abgespalten hatte fehlten im Bundesstaat die Infrastruktur um in nationalen indischen Cricket teilzunehmen. Daraufhin wurde dieses Stadion errichtet. Das Stadion hat eine Kapazität von 25.000 Plätzen und ist mit einer Flutlichtanlage ausgestattet. Die beiden Wicketenden sind das Pavilion End und das Southern End.

## Internationales Cricket
Da Afghanistan auf Grund der Sicherheitslage auf heimischen Boden kein internationales Cricket bestreiten kann, entschied es sich zunächst in die Vereinigten Arabischen Emirate und dann nach Indien auszuweichen. So wurde das Stadion die erste Heimstätte der afghanischen Mannschaft und bestritt hier im Juni 2018 die erste Twenty20-Serie gegen Bangladesch.
Das erste und bisher einzige Test-Match in diesem Stadion fand im März 2019 zwischen Afghanistan und Irland statt. Bei der gleichen Tour fand auch das erste One-Day International statt. Mit der Begründung keine ausreichenden Unterkunftsmöglichkeiten in der Stadt vorzufinden, vor allem keine Fünf-Sterne-Hotels, entschied sich die afghanische Mannschaft für die Saison 2019/20 nach Lucknow umzuziehen.

## Nationales Cricket
Das Stadion ist die Heimstätte von Uttarakhand im nationalen indischen Cricket.